# 公丘懿子
公丘懿子（?—?），战国时期卫国人。
子思在卫国时，卫慎公提出了不正确的计划，大臣却如出一口地附和。子思说：“我看卫国，正是‘君不君，臣不臣’。”公丘懿子问：“为什么如此？”子思说：“君主自以为是，大臣于是不提出自己的建议。即使事情做对了，没有听取众议，也是排斥众人，何况众人都附和错误，而助长邪恶呢。不辨是非，而喜欢别人赞扬，没有再昏暗的了；不辨事情得道理，而一味阿谀奉承，没有再谄媚的了。君主昏暗、臣下谄媚时，居于百姓之上，百姓也会不满。长期如此，国将不国。”